# Zoutkathedraal

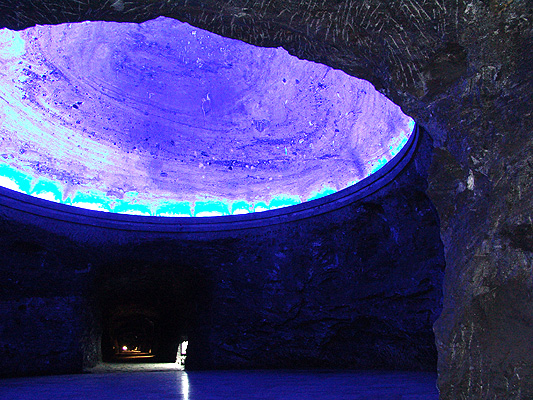
Een koepel

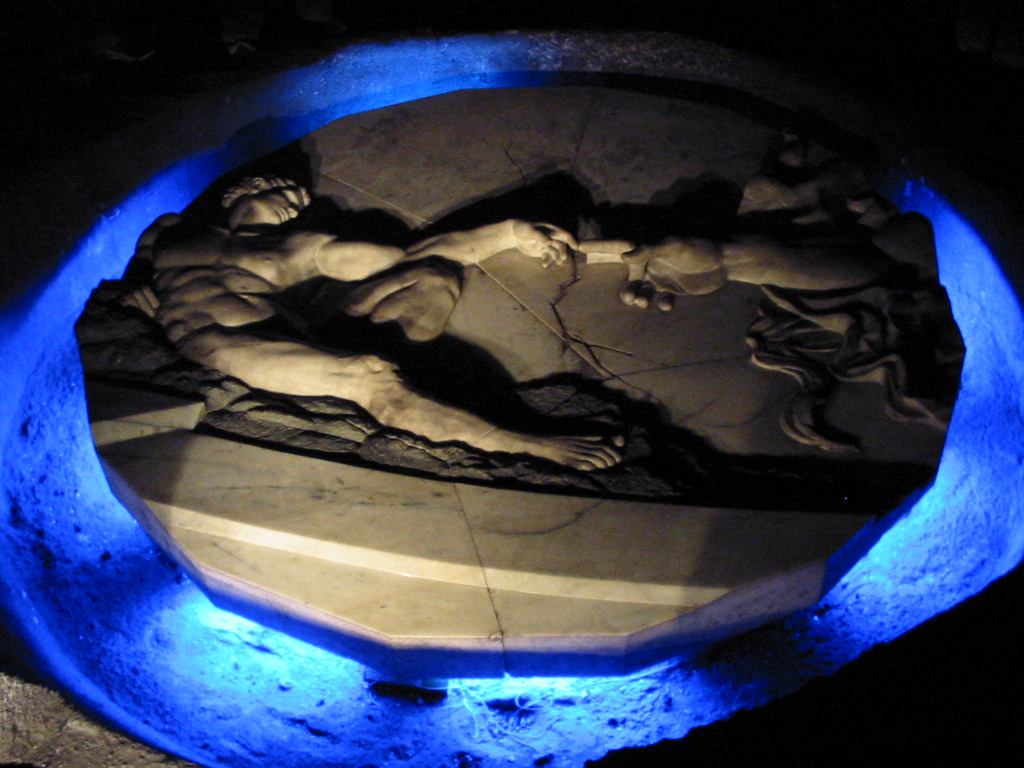
Een weergave van De Schepping van Adam, van Michelangelo

De Zoutkathedraal (Spaans: Catedral de Sal de Zipaquirá) is een kerk die ingericht is in een zoutmijn. De zoutkathedraal heeft geen bisschop en is daarom officieel geen kathedraal, maar wordt wel zo genoemd.
Het complex is te vinden in de buurt van de Colombiaanse stad Zipaquirá. Het is onderdeel van een park, El Parque de la Sal genaamd, waar ook een museum gevestigd is.

## Bouwwerk
Wie de mijn binnengaat, passeert eerst 14 kapellen die de kruisweg van Jezus Christus weergeven. Uiteindelijk komt men bij een tempel die weer is opgesplitst in drie delen waarin de geboorte, het leven en de dood van Jezus worden uitgebeeld.

## Geschiedenis
De zoutmijn was al in gebruik door de Muisca-indianen, nog voordat de Spanjaarden naar Zuid-Amerika kwamen.
Een kathedraal die al bijna vijf eeuwen katholieken verwelkomt. In 1538 bouwde Spaanse veroveraars een nederig kapelletje met rieten dak en met de ontwikkeling van het land, aardbevingen en verschillende restauraties is de kathedraal meerdere malen her- en verbouwd totdat in de 19e eeuw de huidige neoklassieke gevel is geconstrueerd.
In 1950 werd een grotere kerk uitgehakt. De kerk werd in 1954 ingewijd maar om veiligheidsredenen werd deze in 1990 weer gesloten. Meteen daarna werd gestart met de bouw van het huidige complex. Deze kerk werd in 1995 ingewijd.
Het werd in 2006 genomineerd als het eerste wonder van Colombia.